# Ion Roată (Ialomița)
Ion Roată é uma comuna romena localizada no distrito de Ialomiţa, na região de Muntênia. A comuna possui uma área de 43.41 km² e sua população era de 3553 habitantes segundo o censo de 2007.